# Trường Hoằng
Trường Hoằng (Chữ Hán: 苌弘 hay 苌宏; ?-492 TCN) hay Trường Thúc (Chữ Hán: 苌叔) là đại phu của Lưu Văn Công thời Chu Cảnh Vương, Chu Kính Vương, từng làm thầy của Khổng Tử.
Các khanh nước Tấn nội chiến, họ Lưu ủng hộ họ Phạm. Triệu Ưởng chất vấn, người Chu bèn giết Trường Hoằng. Theo ghi chép của Tả truyện và Trang Tử, Trường Hoằng chết ba năm, máu tụ lại thành ngọc để tỏ rõ lòng trung, từ đó xuất hiện thành ngữ "Trường Hoằng hóa bích", "Bích huyết đan tâm".